# Adenopodia
Adenopodia là một chi thực vật có hoa trong họ Đậu.